# Камень (книга)
«Камень» — первый сборник стихов О. Э. Мандельштама, впервые опубликованный в 1913 году и переиздававшийся в 1916 и 1923 годах. Переиздания фактически представляют собой различные сборники. По словам Н. Я. Мандельштам, «в юности О. М. употреблял слово „книга“ в значении „этап“. В 1919 году он думал, что будет автором только одной книги, потом заметил, что существует деление на „Камень“ и то, что потом стало называться „Тристии“».
Первое издание было выпущено в петербургском издательстве «Акмэ» на средства автора небольшим тиражом (300 экз.). Первоначально должно было называться «Раковина». Сборник включал 23 стихотворения, написанных в 1909—1913 годах. Рецензиями на него откликнулись соратники-акмеисты С. Городецкий, В. Нарбут и Н. Гумилёв.
Второе издание увидело свет в декабре 1915 года (на обложке указан уже следующий год) в издательстве «Гиперборей», тираж сборника составил уже 1000 экз. Отличалось от первого издания почти в три раза большим числом стихотворений (67), при этом одно произведение первого издания («Змей») включено не было. Сборник вызвал многочисленные отзывы, в том числе таких критиков как Н. Гумилёва, В. Ходасевича, Андрея Полянина (Софьи Парнок) и М. Волошина.
Третье издание сборника было выпущено в июле 1923 года в серии «Библиотека современной русской литературы» Госиздата, тираж составил 3000 экз. Художником выступил А. М. Родченко. Это издание включало 76 стихотворений, при этом 7 произведений предыдущего издания в
новое не вошло.
Впоследствии сборник вошёл в качестве раздела в издание «Стихотворения» 1928 года (опять-таки с некоторыми изменениями).

## Стихотворения, вошедшие в сборник
- Звук осторожный и глухой…
- Сусальным золотом горят…
- Из полутёмной залы, вдруг…
- Только детские книги читать…
- Нежнее нежного…
- На бледно-голубой эмали…
- Есть целомудренные чары…
- Дано мне тело — что мне делать с ним…
- Невыразимая печаль…
- На перламутровый челнок…
- Ни о чем не нужно говорить…
- Когда удар с ударами встречается…
- Медлительнее снежный улей…
- Silentium
- Слух чуткий парус напрягает…
- Как тень внезапных облаков…
- Из омута злого и вязкого…
- В огромном омуте прозрачно и темно…
- Душный сумрак кроет ложе…
- Как кони медленно ступают…
- Скудный луч холодной мерою…
- Воздух пасмурный влажен и гулок…
- Сегодня дурной день…
- Смутно-дышащими листьями…
- Отчего душа так певуча…
- Раковина
- О небо, небо, ты мне будешь сниться!..
- Я вздрагиваю от холода…
- Я ненавижу свет…
- Образ твой, мучительный и зыбкий…
- Нет, не луна, а светлый циферблат…
- Пешеход
- Казино
- Паденье — неизменный спутник страха…
- Царское Село
- Золотой
- Лютеранин
- Айя-София
- Notre Dame
- Мы напряженного молчанья не выносим…
- Старик
- Петербургские строфы
- «Здесь я стою — я не могу иначе»…
- От легкой жизни мы сошли с ума…
- …Дев полуночных отвага…
- Бах
- В спокойных пригородах снег…
- Адмиралтейство
- В таверне воровская шайка…
- Кинематограф
- Теннис
- Американка
- Домби и сын
- Отравлен хлеб, и воздух выпит…
- Летают Валкирии, поют смычки…
- Поговорим о Риме — дивный град!..
- 1913
- …На луне не растёт…
- Ахматова
- О временах простых и грубых…
- На площадь выбежав, свободен…
- Есть иволги в лесах, и гласных долгота…
- «Мороженно!» Солнце. Воздушный бисквит…
- Есть ценностей незыблемая скала…
- Природа — тот же Рим и отразилась в нем…
- Пусть имена цветущих городов…
- Я не слыхал рассказов Оссиана…
- Европа
- Посох
- 1914
- Encyclica
- Ода Бетховену
- Уничтожает пламень…
- Аббат
- И поныне на Афоне…
- От вторника и до субботы…
- О свободе небывалой…
- Бессонница. Гомер. Тугие паруса…
- Обиженно уходят на холмы…
- С веселым ржанием пасутся табуны…
- Я не увижу знаменитой «Федры»…